# فراری ۱۲سیلیندری
فراری ۱۲سیلیندری (به انگلیسی: Ferrari 12Cilindri) یک برلینتا دو سرنشینه است که توسط سازنده خودروهای اسپورت ایتالیایی فراری تولید شده است. این خودرو در تاریخ ۳ مهٔ ۲۰۲۴ همزمان با هفتادمین سالگرد فراری در بازار آمریکا در ساحل میامی رونمایی شد.

## مشخصات فنی

### موتور
۱۲سیلیندری دارای ۶٬۴۹۶ سی سی (۶٫۵ لیتر) اف۱۴۰ وی۱۲ است که در فراری ۸۱۲ کامپتیزیونه استفاده می‌شود و توان خروجی ۸۳۰ اسب بخار متری (۶۱۰ کیلووات؛ ۸۱۹ اسب بخار) را در ۹۲۵۰ دور در دقیقه و ۶۷۸ نیوتن متر (۵۰۰ پوند نیرو-فوت) گشتاور در ۷۲۵۰ دور در دقیقه تولید می‌کند.

### چرخ‌ها
۱۲سیلیندری دارای چرخ‌های ۲۱ اینچی در جلو و عقب است. لاستیک‌ها یا میشلن پایلوت اسپرت S5 یا گودیر ایگل اف۱ سوپراسپورت هستند. ترمزها (۳۹۸ میلی‌متر/جلو) و (۳۶۰ میلی‌متر/عقب) هستند و با فرمان الکترونیکی «ترمز با سیم» کار می‌کنند. این خودرو دارای فرمان ۴ چرخ است.

### آیرودینامیک
این خودرو شامل ترکیبی از آیرودینامیک فعال و غیرفعال برای بهبود مقادیر ضریب درگ نسبت به ۸۱۲ سوپرفست است. در قسمت عقب، خودرو دارای یک اسپویلر برای بهبود نیروی رو به پایین در سرعت‌های بالا است. طرف اسپویلر می‌تواند تا ۱۰ درجه تا ۶۰ کیلومتر در ساعت (۳۸ مایل در ساعت) خم شود تا به‌عنوان ترمز هوا عمل کند و ۵۰ کیلوگرم نیروی رو به پایین در سرعت‌های بالا ایجاد کند.

### کارایی
فراری ادعا می‌کند ۰–۱۰۰ کیلومتر در ساعت (۰–۶۰ مایل در ساعت) در ۲٫۹ ثانیه، ۰–۲۰۰ کیلومتر در ساعت (۰–۱۲۰ مایل در ساعت) در ۷٫۹ ثانیه و بیشینه سرعت ۳۴۰ کیلومتر در ساعت (۲۱۱ مایل در ساعت) است.

## طراحی
این طراحی قدردانی از فراری ۳۶۵ جی‌تی‌بی/۴ دایتونا با نوار مشکی روی کاپوت است که قابل برداشتن یا تغییر به رنگ دیگری نیست.
فضای داخلی از پوروسانگوئه و روما الهام گرفته شده است و اولین بخش جی‌تی است که فاقد سنج آنالوگ است.